# Nicolaus Langerhans
Nicolaus Langerhans (* 13. Mai 1634 in Stade; † 29. Januar 1684 in Hamburg) war ein deutscher evangelisch-lutherischer Theologe und Hauptpastor.

## Leben
Nicolaus Langerhans war der Sohn des gleichnamigen Kürschners Nicolaus Langerhans und dessen Frau Sophie, geb. Friederici, einer Pastorentochter. Seine Eltern schickten ihn auf das Athenaeum Stade. Er studierte Evangelische Theologie an verschiedenen Universitäten. An der Universität Gießen graduierte er am 30. August 1655 mit einer Disputation unter dem Vorsitz von Kaspar Ebel zum Magister. 1657 wurde er als Subrektor in seiner Heimatstadt Stade berufen, legte die Stelle aber nach 2 Jahren nieder. Er ging zurück an die Universität Gießen, wo er zum Lizentiaten der Theologie promoviert wurde.
1661 wurde er zum Superintendenten der Wild- und Rheingrafschaften und zum Pastor von Kirn ernannt. Sechs Jahre später wurde er Superintendent der Grafschaft Sponheim und Pastor von Trarbach an der Mosel. 1672 kam er zurück nach Stade als Pastor von St. Wilhadi und Konsistorialrat. Im folgenden Jahr übernahm er auch das Rektorat der dortigen Schule und verwaltete es zugleich neben seinem Pastorat bis zur Berufung von Johann Diecmann 1674.
1677 erfolgte seine Berufung zum Diaconus (2. Pastor) an der Hauptkirche St. Nikolai in Hamburg. Am 22. Februar 1680 wurde er hier Hauptpastor, nachdem der zuerst gewählte Georg Götze den Ruf nicht annahm. Er galt als gelehrter Mann und vorzüglicher Redner. In seiner Amtszeit erhielt die Jakobikirche 1683 eine neue Kanzel, die Langerhans einweihte. Den Abschluss des 1682 begonnenen Baus der Großen Orgel, an der Arp Schnitger fünf Jahre baute und alles berücksichtigte, „was die damalige Technik an Vollkommenheit ermöglichte“, erlebte Langerhans nicht mehr. Es soll die damals größte Orgel im deutschsprachigen Raum, wenn nicht weltweit gewesen sein.
Langerhans war zwei Mal verheiratet. Über seine erste Ehefrau, die er in Kirn geheiratet hatte, ist nichts bekannt. Am 7. Juni 1681 heiratete er Susanna, Tochter des schwedischen Konsistorialrats Gerhard Grafe oder Grave. Söhne aus der ersten Ehe waren Friedadolph Ludwig (1662–1721), Johann Nicolaus, Leopold Philipp, Johann und Johann Philipp. Eine Tochter, Sophia Maria, heiratete am 4. Mai 1707 Arnold Riechers, Pastor in der Grafschaft Delmenhorst.

## Werke
- Ex Amplissimae Facultatis Philosophicae Consensu, Summum Obiectum Philosophiae Theoreticae, Pro Summis Honoribus Et Privilegiis in Philosophia impetrandis, Praeside ... Dn. M. Casparo Ebelio ... Die 8. Martii In Illustri Philosophorum Collegio, Disputandum Propono Nicolaus Langerhans Stadensis Autor & Respondens. Gießen 1655
- Disputatio Solennis, De Mysterio S.S. Trinitatis, Anonymo cuidam Anti-Trinitario opposita. Gießen 1661
- Diaplus Albiacus: Elbe Fahrt Nicolai Langerhanß/ der H. Schrifft Licenciat : Welcher/ Im Monat Februario, dieses 1677ten Jahres/ umb eine Gast-Predigt/ in St. Nicolai Kirchen zu Hamburg ... ersuchet/ Darauff zum Prediger/ in gedachter Kirche/ am 25. Martii, einstimmig erwehlet/ und am nechstfolgenden Tage beruffen/ am 24. Aprilis, seine gewesene/ liebe PfarrGemeine ... zu Stade gesegnet/ am selbigen Tage seine Elbefahrt/ mit seiner gantzen Familia ... angetreten ... auch darauff am 2. Maii. ... solenniter eingeführet worden/ bey solchen Gelegenheiten/ Nachgesetzte Vier WanderPredigten gehalten/ Und ... zum Truck übergeben hat. Hamburg: Lichtenstein 1677 (Digitalisat)
- Exodus Wilhadina, Stadensis : Stadische Valet- und Segen-Predigt/ Uber den Textum/ in den Geschichten der Apostel C. XXI. 14. Im Jahr Christi 1677. am Dienstage nach Quasimodogeniti, den 24. Aprilis, am Tage seines Abzuges aus Stade/ und Einzuges in Hamburg/ seiner gewesenen ... Pfarrgemeine in Stade/ zu St. Wilhadi ... gehalten. Hamburg: Lichtenstein 1677
- Isagoge Nicolaitana, Hamburgensis : Die Erste Anzugs und Einführungs Predigt ; über den Textum/ aus dem Propheten Jona III. 1/ 2. am 2. Maii/ deß 1677. Jahres/ welcher war der Tag/ seiner solennen Einführung zum Predigampt/ bey dem Löblichen Kirchspiel St. Nicolai in Hamburg/ Bey Sehr Volckreicher Versamblung/ Eingepfarrter und anderer Christlicher Zuhörer/ gehalten/ und zum Truck übergeben. Hamburg: Lichtenstein 1677